# Wittendörp
Wittendörp är en kommun i Landkreis Ludwigslust-Parchim i förbundslandet Mecklenburg-Vorpommern i Tyskland.
Kommunen bildades den 13 juni 1999 genom en sammanslagning av de tidigare kommunerna Boddin, Dodow, Dreilützow, Drönnewitz, Karft, Luckwitz, Parum, Tessin b. Wittenburg och Waschow.
Kommunen ingår i kommunalförbundet Amt Wittenburg tillsammans med staden Wittenburg.